# Codex Bamberg
Le Codex Bamberg (Bibliothèque d'État de Bamberg, Msc.Lit.115) est un manuscrit probablement d'origine parisienne contenant deux traités sur la théorie musicale et un important corpus de polyphonie française du XIIIe siècle.
La première partie du Codex Bamberg contient 100 motets doubles, qui sont des pièces à trois voix avec deux lignes contrapuntiques au-dessus d'un cantus firmus. Quarante-quatre des motets ont des textes latins, 47 des textes français et 9 des textes macaroniques. S'ensuivent un conduit et 7 hoquets. La notation musicale est similaire à celle utilisée dans le Codex Montpellier, bien que certains progrès dans la clarté de la notation soient évidents, par exemple dans les mises en page multi-colonnes, où chaque voix effectue des sauts de ligne au même endroit dans la pièce. Ces motets ont probablement été composés entre 1260 et 1290, et sont généralement dans le style franconien.
La deuxième partie du codex contient deux traités théoriques, l'un d'Amerus, l'autre d'un auteur anonyme, ainsi que deux motets ajoutés ultérieurement.